# Toplec

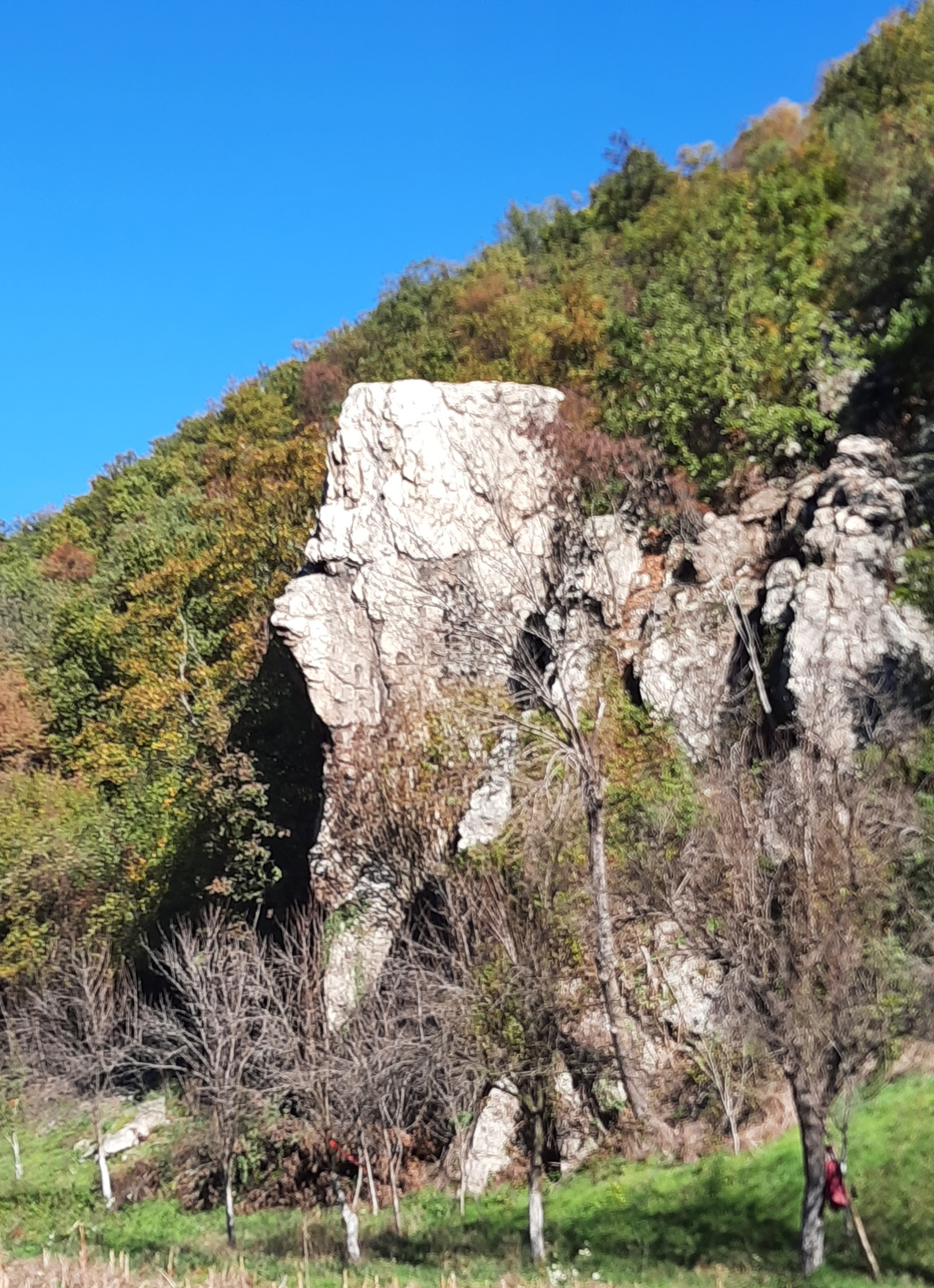
A Bánáti Szfinx

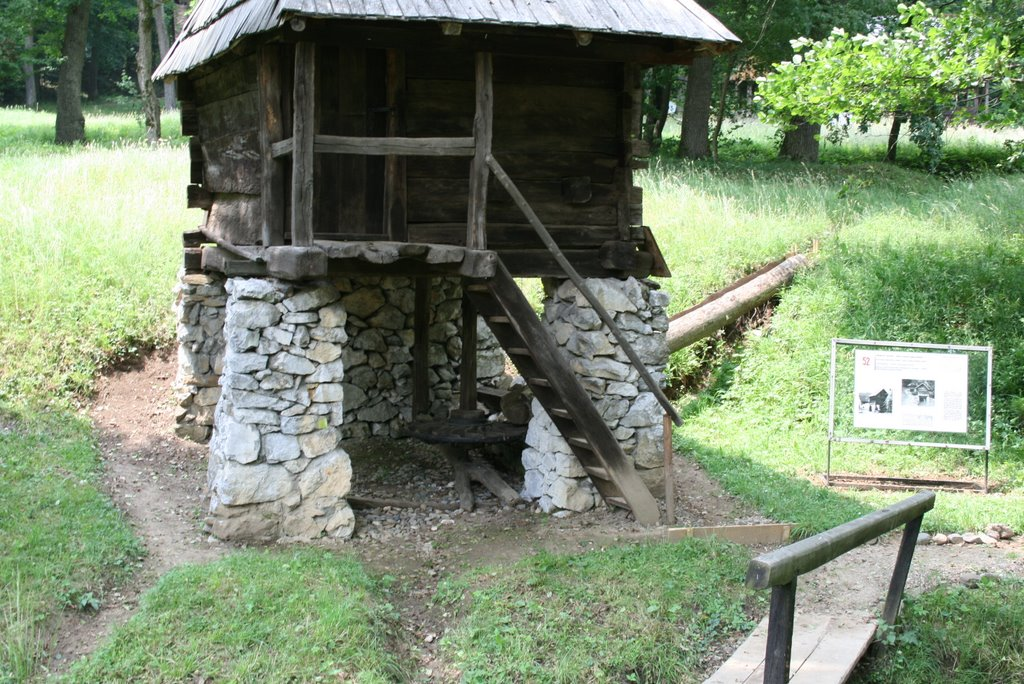
A 19. század közepén Toplecen épült horizontális vízimalom a nagyszebeni szabadtéri néprajzi múzeumban

Toplec, 1911 és 1918 között Csernahévíz (románul: Topleț, németül: Töplitz) falu Romániában, a Bánátban, Krassó-Szörény megyében.

## Fekvése
A Cserna folyó ezer méter fölé kúszó hegyektől körülvett völgyében, Orsovától 10 km-re északra, Herkulesfürdőtől 8 km-re délre fekszik.

## Nevének eredete
Eredetileg 'meleg vizű forrás' jelentésű neve a szlávból való, valószínű román közvetítéssel. Határában ma is fakadnak hévízforrások. Történeti névalakjai: Toplecz (1436), Toplacz (1607), Töplic (1829).

## Története
A török hódoltság után 1769-től az Oláh-Bánsági Határőrezredhez, 1873-tól Szörény, 1880-tól Krassó-Szörény vármegyéhez tartozott. 1717-ben 100 házból állt. A határőrség szervezésekor itt állították föl az egyik század székhelyét, amelyet később Orsovára helyeztek át.
Ernest és Sigismund Schmidt orsovai vállalkozók 1875-ben nyitották meg műmalmukat a faluban. Az 1870-es évektől mezőgazdasági gépgyár, 1878-tól postahivatal is működött a faluban. „Toplec lakói nagy részét az ott levő őrlőmalom foglalkoztatja. A négy emeletes gyár a Schmidt testvérek tulajdona…” A malom által fogyasztott 350 lóerőt vízerőmű biztosította. Lakói saját terményeiket horizontális vízimalmokban őrölték meg – 1969-ben még húsz ilyen szerkezete működött.

## Népessége
- 1910-ben 2120 lakosából 1873 volt román, 125 német és 50 magyar nemzetiségű; 1937 ortodox és 155 római katolikus vallású.
- 2002-ben 2378 lakosából 2305 volt román és 56 cigány nemzetiségű; 2208 ortodox, 92 baptista, 38 pünkösdista és 18 római katolikus vallású.

## Látnivalók
- Határában az egykori római vízvezeték maradványait felhasználva 1739-ben épített vízvezeték romjai.
- A Bigér-patakon hat, a 20. század elején épült vízimalom.
- A Bánáti szfinx nevű sziklaalakzat.

## Gazdasága
Gépgyára ma is működik és 150 dolgozót foglalkoztat. A fafeldolgozó kombinátban kb. százan dolgoznak.